# Enrique Moles Ormella
Enrique Moles Ormella (ur. 1883, zm. 1953) – hiszpański chemik.

## Życiorys
Moles Ormella urodził się w Barcelonie w 1883. W swoim rodzinnym mieście rozpoczął studia farmaceutyczne, kończąc je w 1905. Rok później rozpoczął studia doktoranckie na Uniwersytecie Madryckim. W latach 1908–1910 pracował w ośrodkach badawczych w Niemczech (w Lipsku i Monachium), gdzie publikował prace naukowe, współpracując z profesorem Karlem Druckerem. Po powrocie do Madrytu został mianowany adiunktem chemii nieorganicznej na Wydziale Farmaceutycznym. Stanowisko to zajmował, z pewnymi przerwami, do 1927, kiedy przeszedł do Katedry Chemii Nieorganicznej na Wydziale Nauk. 
W swojej pracy naukowej zajmował się m.in. magnetochemią, a także badaniami nad właściwościami rozpuszczalników niewodnych (zarówno organicznych, jak i nieorganicznych). Jednak największą pracą jego życia było możliwie jak najdokładniejsze ustalanie mas atomowych pierwiastków chemicznych na podstawie samych danych eksperymentalnych. Sukcesy w tej dziedzinie przyniosły mu międzynarodową sławę w świecie nauki. W 1921 roku został zaproszony przez profesora Charles Moureu, pierwszego w historii prezesa IUPAC, do udziału w Międzynarodowej Komisji Wag Atomowych. Enrique Moles oficjalnie reprezentował Hiszpanię na Konferencji IUPAC, która odbyła się w Brukseli 27 czerwca 1921 r. 
Był profesorem honorowym i korespondentem akademickim wielu uniwersytetów i akademii w Europie i Ameryce Łacińskiej. Zdobył kilka nagród i medali za działalność naukową, w tym Nagrodę Cannizzaro z Akademii dei Lincei (Rzym) oraz Nagrody Solvay i Vant Hoff z Belgijskiej i Holenderskiej Akademii Nauk.
W 1936 objął stanowisko kierownika Katedry Chemii Nieorganicznej. W tym samym roku, 28 września, został powołany na stanowisko wicekanclerza uczelni, ale zrezygnował z powierzonej mu funkcji. 
W 1939, po zakończeniu wojny domowej, został zmuszony do wyjazdu do Paryża, gdzie pracował na Collège de France. W 1941 wrócił do kraju, ale na przejściu granicznym został zaaresztowany przez hiszpańskie władze. Przez dwa lata był internowany, nie przeszkodziło mu to jednak w dalszym prowadzeniu doświadczeń.
Nie mogąc wrócić do swojej uczelni, zatrudnił się w prywatnym Instytucie Biologii i Sueroterapii (IBYS).
W 1951, został powołany na stanowisko sekretarza Międzynarodowej Komisji ds. Mas Atomowych (od 2002 pod nazwą CIAAW). Zmarł dwa lata później, w marcu 1953.
W latach 1902–1953 opublikował ponad 260 prac z zakresu chemii.